# Montizetes alpestris
Montizetes alpestris är en kvalsterart som först beskrevs av Rainer Willmann 1929.  Montizetes alpestris ingår i släktet Montizetes och familjen Oribellidae. Inga underarter finns listade i Catalogue of Life.